# مونرو (لوئیزیانا)
مونرو (به انگلیسی: Monroe) شهری در ایالت لوئیزیانا کشور ایالات متحده آمریکا است که جمعیت آن در سرشماری سال ۲۰۱۰ میلادی، ۴۸٬۸۱۵ نفر بوده‌است.